# Carin Malteson
Carin Malteson, folkbokförd Carin Ingrid Maria Maltesson, ogift Carlsson, född 11 augusti 1912 i Brännkyrka församling i Stockholm, död 4 oktober 2005 i Värnamo församling i Jönköpings län, var en svensk lärare och målare.
Malteson var dotter till boktryckaren Sven Olsson och Anna Liedström. Efter studier avlade hon småskollärarexamen 1932 och folkskollärarexamen 1937 varefter hon arbetade som lärare, bland annat i Vetlanda. Hon genomgick också speciallärarutbildning.
Förutom lärargärningen ägnade hon sig åt måleri. I studiesyfte reste hon till Lofoten 1950, Bornholm 1952 och Capri 1954, den sistnämnda på ett stipendium från San Michelestiftelsen. Hon hade separatutställningar i Vetlanda 1949, i Norrhult 1951, i Tranås 1953 och i Vetlanda 1954. Bland hennes målningar märks porträtt av den tidigare estniske ministern som flytt till Sverige, kontraktsprosten Jaan Lattik (1948) och intendent Josef Oliv (1954) samt landskap och blommor, däribland ”Krysantemer” (1955) på stiftsgården Tallnäs i Småland. I Gyllenfors kapell finns hon representerad med en vävd bonad från 1984. Hon gav ut diktsamlingen Resa i tre land (1975). 1985 blev hon Gislaveds kommuns kulturstipendiat.
Hon var från 1941 gift med byggnadssnickaren och hemmansägaren Gunnar Malteson (1910–1994). De bodde i Virvhult, Stengårdshults socken i Gislaveds kommun. Även dottern Gunilla Malteson (1942–2019) blev konstnär, hon gifte sig med konstnären Olle Montelius.